# سايح ذياب (الزرقاء)
سايح ذياب منطقة سكنية تقع في لواء قصبة الزرقاء، محافظة الزرقاء في الأردن. تنتمي المنطقة لقضاء الزرقاء الذي يضم 7 مناطق. يقدر عدد سكانها بـ 733 نسمة حسب إحصاء 2015.

## الوصلات الخارجية
- دائرة الاحصاءات العامة